# Carl Ewald
Carl Ewald (15. října 1856 Bredelykke ved Gram, Šlesvické vévodství, dnes součást Dánska – 23. února 1908 Charlottenlund) byl dánský spisovatel a překladatel, z jehož díla se těšily pozornosti především jeho pohádky.

## Život
Narodil se v rodině spisovatele Hermana Frederika Ewalda a měl dvanáct sourozenců, mezi nimi spisovatele Theodora Ewalda. Vystudoval filosofii na Kodaňské univerzitě, studia lesnictví musel pro špatný zdravotní stav zanechat. Poté pracoval jako lektor, novinář a profesor na různých školách v Kodani. Současně psal texty, ve kterých se pokoušel vysvětlit vědecká fakta a znalosti jednoduchým a vtipným způsobem.
Jako spisovatel debutoval roku 1882 a ve svých dílech se jasně stavěl na stranu nejliberálnějších názorů té doby. Psal historické i společenské romány, komedie, satirické črty a pohádky, které jsou z jeho díla nejznámější. Vydával je v sešitech po celý život a pokoušel se v nich o přístup k pohádkové látce na základě moderních myšlenek. Roku 1905 přeložil do dánštiny pohádky bratří Grimmů.
Byl dvakrát ženatý. Manželství uzavřené roku 1880 s Emilii Salomonovou bylo rozvedeno. 1887 se oženil podruhé s Betty Ponsaingovou, se kterou měl syna Jespera Ewalda, který se stal také spisovatelem. Z mimomanželského vztahu s Agnes Henningsenovou se narodil syn Poul Henningsen, spisovatel, kritik, architekt a designér.

## Výběrová bibliografie

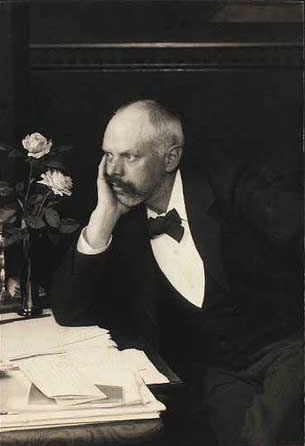
Carl Ewald na fotografii Frederika Rilseho

- Smaa Fortællinger (1882. Malé příběhy).
- Æventyr, (1882–1909, Pohádky), dvacet svazků.
- Den gamle Stue (1895, Stará komnata), společenský román.
- Cordts Søn (1896, Syn Cordtův), pokračování románu Stará komnata.
- Den første Børnekorstoget (1896, První dětská křížová výprava), historický román.
- Min lille Dreng (1899, Můj hošík), příběh pro děti.
- Mogens Heinesen (1904), historický román o pirátovi a faerském národním hrdinovi Mogensovi Heinesenovi,
- Danske dronninger uden krone (1906-1908, Dánské královny bez koruny), třídílný soubor příběhů o slavných královských milenkách.

## Česká vydání
- Eva, Praha: Nár. tiskárna a nakladatelstvo 1898, přeložil Ondřej Kucínský.
- Desatero povídek ze života v přírodě, Telč, Emil Šolc 1903, přeložil K. V.
- Stará komnata, Praha: František Adámek 1905, přeložil Hugo Kosterka.
- Syn Cordtův, Praha: František Adámek 1905, přeložil Hugo Kosterka.
- Tiché jezero, Praha: František Topič 1908, přeložil Hugo Kosterka, znovu 1915.
- Stará vrba, Praha: Antonín Svěcený 1911, překladatel neuveden.
- Můj hošík, Praha: František Adámek 1911, přeložila Milada Krausová-Lesná.
- Pohádky o zvířátkách od E. Mörika, K. Ewalda a tři staré pohádky lidové, Praha: Antonín Svěcený 1912, překladatel neuveden.
- Pavouk a jiné povídky, Praha: Antonín Svěcený 1912, přeložil Karel Wolf.
- Co příroda vypráví, Praha: Nakladatelství a tiskárna Josef R. Vilímek 1912, přeložil Hanuš Hackenschmied.
- Zvířata a rostliny, Praha: Antonín Svěcený 1914, přeložil V. Don.
- Pohádky matky přírody, Praha: Bedřich Kočí 1925, přeložil Václav Valenta-Alfa.
- Ferina lišák a jiné příběhy, Praha: Bedřich Kočí 1926, přeložil Karel Fanta.
- Dvounožec: povídka ze života prvních lidí, Praha: Československý červený kříž 1926, přeložil V. Chalupník.
- Čtvero něžných přátel a jiné povídky: přírodopisné bajky od Karla Ewalda, Praha: Bedřich Kočí 1927, přeložil Karel Franta.
- Dvojnožec a jiné povídky: bajky a povídky z přírody, Praha: Bedřich Kočí 1928, přeložil Karel Franta
- Syn hvězdy a jiné příběhy: přírodopisné bajky, Praha: Bedřich Kočí 1928, přeložil Karel Franta.
- Tajemství přírody, Praha: Melantrich 1947, přeložila Milada Krausová-Lesná.